# Municipio de Eden (condado de Lincoln)
El municipio de Eden (en inglés: Eden Township) es un municipio ubicado en el condado de Lincoln en el estado estadounidense de Dakota del Sur. En el año 2010 tenía una población de 185 habitantes y una densidad poblacional de 2,05 personas por km².

## Geografía
El municipio de Eden se encuentra ubicado en las coordenadas 43°7′34″N 96°30′40″O / 43.12611, -96.51111. Según la Oficina del Censo de los Estados Unidos, el municipio tiene una superficie total de 90.26 km², de la cual 90,26 km² corresponden a tierra firme y (0 %) 0 km² es agua.

## Demografía
Según el censo de 2010, había 185 personas residiendo en el municipio de Eden. La densidad de población era de 2,05 hab./km². De los 185 habitantes, el municipio de Eden estaba compuesto por el 95,68 % blancos, el 1,62 % eran amerindios, el 2,16 % eran de otras razas y el 0,54 % eran de una mezcla de razas. Del total de la población el 3,24 % eran hispanos o latinos de cualquier raza.